# The Governor's Daughter (film 1909)
The Governor's Daughter è un cortometraggio muto del 1909 diretto da Sidney Olcott.

## Trama
- Prima scena: il reverendo James Montague ottiene la mano di Betty, la figlia del governatore tory della Virginia
- Seconda scena: scoppia la rivolta contro il dominio degli inglesi. Montague sposa la causa dei ribelli
- Terza scena: Montague manda un biglietto a Betty, implorandola per un incontro d'addio
- Quarta scena: Lady Betty gli manda indietro l'anello, rompendo il fidanzamento
- Quinta scena: Montague si offre volontario come spia
- Sesta scena: si traveste e parte in segreto
- Settima scena: la spia viene ferita
- Ottava scena: Betty lo nasconde ai suoi inseguitori aiutandolo a fuggire
- Nona scena: La guerra è finita. Betty è rimasta fedele a Montague e il governatore dà il suo assenso al matrimonio della figlia[1]

## Produzione
Il film fu prodotto dalla Kalem Company.

## Distribuzione
Distribuito dalla Kalem Company, il film - un cortometraggio di una bobina - uscì nelle sale cinematografiche USA il 26 novembre 1909.